# Marija Perić-Bilobrk
Marija Perić-Bilobrk (Travnik, 10. veljače 1978.) je bosanskohercegovačka, hrvatska i austrijska književnica i prevoditeljica.

## Životopis
Rođena je u Gornjim Korićanima kod Travnika, a živi i radi u Beču gdje je otišla u ratu 1992. i završila gimnaziju te studij anglistike, slavistike i germanistike. Radila je kao lektorica za bosanski/hrvatski/srpski jezik na Institutu za slavistiku u Beču, a trenutno je profesorica njemačkog i engleskog u srednjoj školi. 
Piše poeziju i prozu na hrvatskom i njemačkom jeziku, za svoj je rad nagrađivana, zastupljena je u zbornicima i antologijama, a prve pjesme objavila je 1996. u Beču u okviru književnih druženja Rund um die Burg, te zatim i u časopisima Osvit, Motrišta, Diwan, Marulić i drugima. Zajedno s grupom mladih umjetnika iz europskih zemalja još kao studentica utemeljila je interkulturalno društvo Ditiramb u kojem je u organizaciji kulturnih zbivanja aktivno sudjelovala do 2007. godine.
Dugi niz godina se bavi i prevođenjem na engleski i njemački jezik, a prijevodi su joj objavljeni u Bosni i Hercegovini, Hrvatskoj, Austriji, Njemačkoj, Danskoj, Libanonu, Indiji, Kini, Italiji...
Članica je Književnog kluba Mostar.  

## Djela
- 2009. dvojezična (hrvatski / njemački) zbirka pjesama PoeSIEja, Österreicher Kunst – und Kulturverlag, Beč[7]
- 2008. dvojezična (hrvatski / njemački) zbirka pjesama Let u TROstihu, Društvo hrvatskih književnika Herceg Bosne, Mostar (koautorica)[8]